# Карачевський район
Кара́чевський муніципа́льний райо́н — адміністративна одиниця на сході Брянської області Росії.
Адміністративний центр — місто Карачев.

## Географія
Площа району — 1350 км². Основні річки - Снежеть, Ревна.

## Історія
5 липня 1944 року Указом  Президії Верховної Ради СРСР була утворена Брянська область, до складу якої, поряд з іншими, був включений і Карачевский район. В 1963 році район був скасований, в 1965 році — відновлений.

## Демографія
Населення району становить 36,9 тис. чоловік, у тому числі в міських умовах проживають близько 20 тис. Усього налічується 151 населений пункт.

## Транспорт
Через район проходить залізниця  "Брянськ-Орел", а також автодорога "Орел-Смоленськ-Рудня".